# آلیسا کارسون
آلیسا کارسون (متولد ۱۰ مارس ۲۰۰۱) یک دانشجوی آمریکایی علاقه‌مند به فضا است. وی به دلیل حضور در اردوگاه‌های فضایی متعدد و بازدید از مراکز بازدید کنندگان ناسا در ۹ ایالت به همراه پدرش برت کارسون شناخته شده است.

## دوران نوجوانی و تحصیل
کارسون در ۱۰ مارس ۲۰۰۱ در همند، لوئیزیانا، متولد شد. او در سال ۲۰۱۹ از مدرسه بین‌المللی باتون روژ فارغ‌التحصیل شد.

### اردوهای تابستانی و سایر فعالیت‌ها
کارسون در هفت سالگی در اولین اردوی فضایی خود در هانتسویل، آلاباما شرکت کرد و بعدها شش اردوگاه دیگر حاضر شد. وی تنها کسی است که در هر اردوگاه فضایی ارائه شده توسط ناسا از جمله در ترکیه و کانادا شرکت می‌کند. وی همچنین در یک کمپ تابستانی سالی راید در موسسه فناوری ماساچوست در بوستون شرکت کرد.
نشان تجاری وی «ناسا بلوبری» نام دارد که در وب سایت و صفحات شبکه‌های اجتماعی وی استفاده شده است.
کارسون در ۱۸ سالگی گواهینامه خلبانی خود را بدست آورد. آموزش وی همچنین شامل بقا در آب، تمرین مقاومت در برابر نبود نیروی جاذبه، پروازهای میکرو جاذبه، اخذ گواهینامه غواصی و آموزش رفع فشار است.

### تحصیلات عالیه
کارسون در کلاس‌های متمرکز فضاپزشکی در دانشگاه علوم هوانوردی امبری ریدل شرکت کرد. تا سال ۲۰۱۹، او در حال مطالعه اخترزیست‌شناسی در موسسه فناوری فلوریدا بود.

## حرفه
در سال ۲۰۱۴، کارسون اولین کسی بود که «برنامه گذرنامه ناسا» را از هر چهارده مرکز بازدید کننده ناسا در ۹ ایالت بازدید کرد. سپس از وی برای شرکت در میزگرد در موزه هوا و فضا ملی در واشینگتن دی سی دعوت شد.
کارسون دربارهٔ اشتیاق خود به پروازهای فضایی، پس تو میخوای فضانورد بشی(2018) را برای ایندیپندنت نوشته است.
در حالی که او توسط رسانه‌ها اغلب به عنوان «فضانورد درحال آموزش» توصیف می‌شود، کارسون به هیچ برنامه فضایی ملی وابسته نیست. ناسا علناً اظهار داشته است که این سازمان «هیچگونه ارتباط رسمی با آلیسا کارسون ندارد»، و جداگانه اذعان داشته که "گرچه خانم کارسون از" ناسا "در نام وب سایت و دسته‌های توئیتر و اینستاگرام خود استفاده می‌کند، ما به هیچ وجه وابسته نیستیم. " در سال ۲۰۱۹ نیوزویک عنوانی را انتخاب کرد که حاکی از وابستگی آموزش کارسون به ناسا بود.

## جوایز
در سال ۲۰۱۷، کارسون به عنوان یکی از نه قهرمان جوان لوئیزیانا برگزیده شد، جایزه ای که توسط صدا و سیمای عمومی لوئیزیانا به دانش آموزان خاص دبیرستانی اعطا شد. در سال ۲۰۱۹، به کارسون جایزه Esprit de Femme از طرف دانشگاه ایالتی لوئیزیانا اهدا شد و او جوان‌ترین دریافت کننده این جایزه تا به امروز بود. کارسون توسط مجله لوئیزیانا لایف به عنوان لوئیزیانایی سال ۲۰۲۰ در رشته علمی مورد تقدیر قرار گرفت.

## کتابشناسی
- پس تو میخوای فضانورد بشی. ۲۰۱۸. شابک ۹۷۸-۱-۷۳۱۳-۵۷۹۴-۶